# Mapa myśli
Mind Mapping (dosłownie mapowanie myśli) – szczególny rodzaj notowania, mający według jego twórców zwiększać efektywność pracy i zapamiętywania oraz aktywować intuicję dzięki wykorzystaniu synergicznej współpracy obu półkul mózgowych. Metoda została opracowana przez dwóch brytyjskich naukowców: Tony’ego i Barry’ego Buzana.
Twórcy metody twierdzą, że podczas sporządzania notatek w sposób tradycyjny, aktywna jest jedynie lewa półkula mózgu, odpowiedzialna za myślenie logiczne, linearność, analizę, słowa i liczby. Dzięki użyciu oprócz słów i symboli także kolorów, rysunków oraz efektu trójwymiarowości uaktywnia się prawa półkula mózgu odpowiedzialna za wyobraźnię, rytm, postrzeganie przestrzenne, kolory i Gestalt (obraz całości) a obie półkule synergicznie ze sobą współpracują.
Celem mind mappingu jest podniesienie efektywności pracy, a także uproszczenie, przyspieszenie i uprzyjemnienie procesu nauki i zapamiętywania. Sprzyja myśleniu twórczemu i wielokierunkowemu, a nie nudnemu i odtwórczemu, aczkolwiek twórcy metody nie przedstawili żadnych badań potwierdzających te tezy.
Mapa myśli to innowacyjny sposób przedstawiania niektórych zagadnień ułatwiający naukę. Ma na celu przyspieszyć pracę i dać lepszy efekt zapamiętania. Do tworzenia mind map używa się rysunków i krótkich haseł. Mapa powinna być przejrzysta, czytelna, kolorowa, zwracająca uwagę na najważniejsze rzeczy- istotne dla twórcy. Należy pamiętać, że najlepsze będą pierwsze skojarzenia które przychodzą do głowy. Mankamentem tego rodzaju pracy jest to że jest ona czytelna wyłącznie dla autora.

## Technika tworzenia map
- akcentuj: w środku umieszczaj rysunek, używaj więcej niż 3 kolorów, stosuj synestezję, porządkuj odstępy między elementami;
- używaj skojarzeń, łącz strzałkami elementy mapy, które chcesz ze sobą powiązać;
- pisz przejrzyście.

## Zasady sporządzania map myśli
W centralnej części mapy należy umieścić kolorowy rysunek. Od niego powinny odchodzić grube linie z najważniejszymi słowami kluczowymi w postaci wyrazów lub obrazów. Od tych linii mogą odchodzić kolejne cieńsze z mniej ważnymi informacjami, a od nich jeszcze kolejne. Mapy myśli nie mają żadnych ograniczeń pod względem wielkości sporządzanych notatek.
Według zaleceń autorów tej metody mapy myśli powinny przyjmować strukturę promienistą, co odzwierciedla sposób myślenia, opierający się na tworzeniu ciągu następujących po sobie skojarzeń.
Tony Buzan udziela następujących rad tworzenia Map Myśli:
1. Na środku kartki narysuj związany z tematem obrazek składający się z minimum czterech kolorów.
2. Używaj obrazów i symboli na całej mapie.
3. Najważniejsze słowa powinny być najsilniej oznaczone.
4. Na jednej linii może się znajdować tylko jedno słowo lub rysunek.
5. Linie powinny być takiej długości jak słowa.
6. Używaj różnych wielkości i stylów liter.
7. Używaj wielu różnych kolorów.
8. Daj się ponieść swojej wyobraźni – twórz mapy nawet najbardziej abstrakcyjne czy absurdalne.
9. Wykreuj swój własny styl tworzenia Map Myśli.
10. Umieszczaj na Mapie Myśli nie tylko same fakty, ale także problemy, skojarzenia itp.

## Zalety korzystania z map myśli
Mapy myśli cechuje brak monotonii, towarzyszącej procesowi sporządzania tradycyjnych notatek. Ponieważ stosujemy różne kolory i wyraziste obrazy, jest to technika notowania bardzo „przyjemna dla oka”.
Stworzona w ten sposób sieć powiązań ułatwia dopisywanie informacji oraz nowych koncepcji w wybranym miejscu na kartce, bez konieczności tworzenia nowej notatki.
Jest to metoda przygotowana, polecana, a także lubiana przez różne grupy wystawione na częste sporządzanie notatek, planowanie, opracowywanie strategii i koncepcji itp. Korzystają z niej ludzie w różnym wieku, różnych profesji: studenci i uczniowie, biznesmeni i menedżerowie, nauczyciele, wykładowcy i instruktorzy, naukowcy, wynalazcy i projektanci, twórcy, dziennikarze, politycy, pracownicy służby cywilnej, mówcy, prezenterzy, konferansjerzy...
Jedną z większych zalet map myśli jest łatwość powtarzania materiałów. Mapa umożliwia szybkie przejrzenie danego zagadnienia i przypomnienie sobie kluczowych zagadnień.

## Mapy myśli tworzone przy użyciu komputera
Mapy myśli można tworzyć przy użyciu specjalnego oprogramowania (np.: Coggle, FreeMind, GitMind, MindManager, Mind Mapper Professional, Intellect Map, XMind). Zasadność posługiwania się nimi dzieli sympatyków metody Tony Buzana. Przeciwnicy podkreślają, że gałęzie i rysunki konstruowane za pomocą klawiatury komputera nie stymulują naszej kreatywności w równym stopniu, co tworzone na kartce. Z kolei zwolennicy elektronicznych map myśli podkreślają większą szybkość ich tworzenia i ich „rozszerzalność”.

## Skuteczność map myśli
Buzan twierdzi, że wymyślił lepszą metodę robienia notatek oraz że eliminuje ona „stan hipnotyczny”, pojawiający się podczas notowania za pomocą sposobów tradycyjnych. Twierdzi też, że używanie tej metody pomaga zsynchronizować pracę obu półkul mózgu oraz wykorzystać intuicję, którą nazywa superlogiką. Istnieją jednak badania akademickie, które stawiają te mocne tezy pod znakiem zapytania i każą zastanowić się, czy twierdzenia na temat użyteczności map myśli nie są raczej podyktowane względami marketingowymi.
W jednym z doświadczeń stwierdzono, że mapy myśli mają wyraźny wpływ na przypominanie informacji. Ludzie notujący w sposób tradycyjny polepszyli swoje przypominanie o około 6%, podczas gdy osoby używające map myśli polepszyły przypominanie o 10%. Różnica ta była widoczna tylko w czasie pierwszego tygodnia, po którym grupa używająca map myśli straciła motywację, ponieważ ta metoda była dla nich nowa i nienaturalna.
Niektórzy badacze uważają, że skuteczniejszą metodą jest koncentrowanie się na materiale, który jest słuchany, a następnie zapisanie notatek z tego, co się zapamiętało.

## Przykładowe mapy myśli

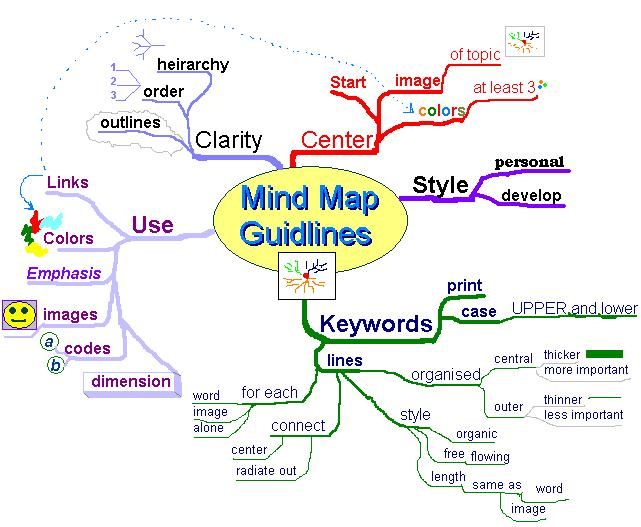
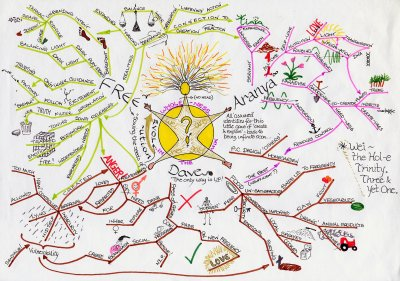
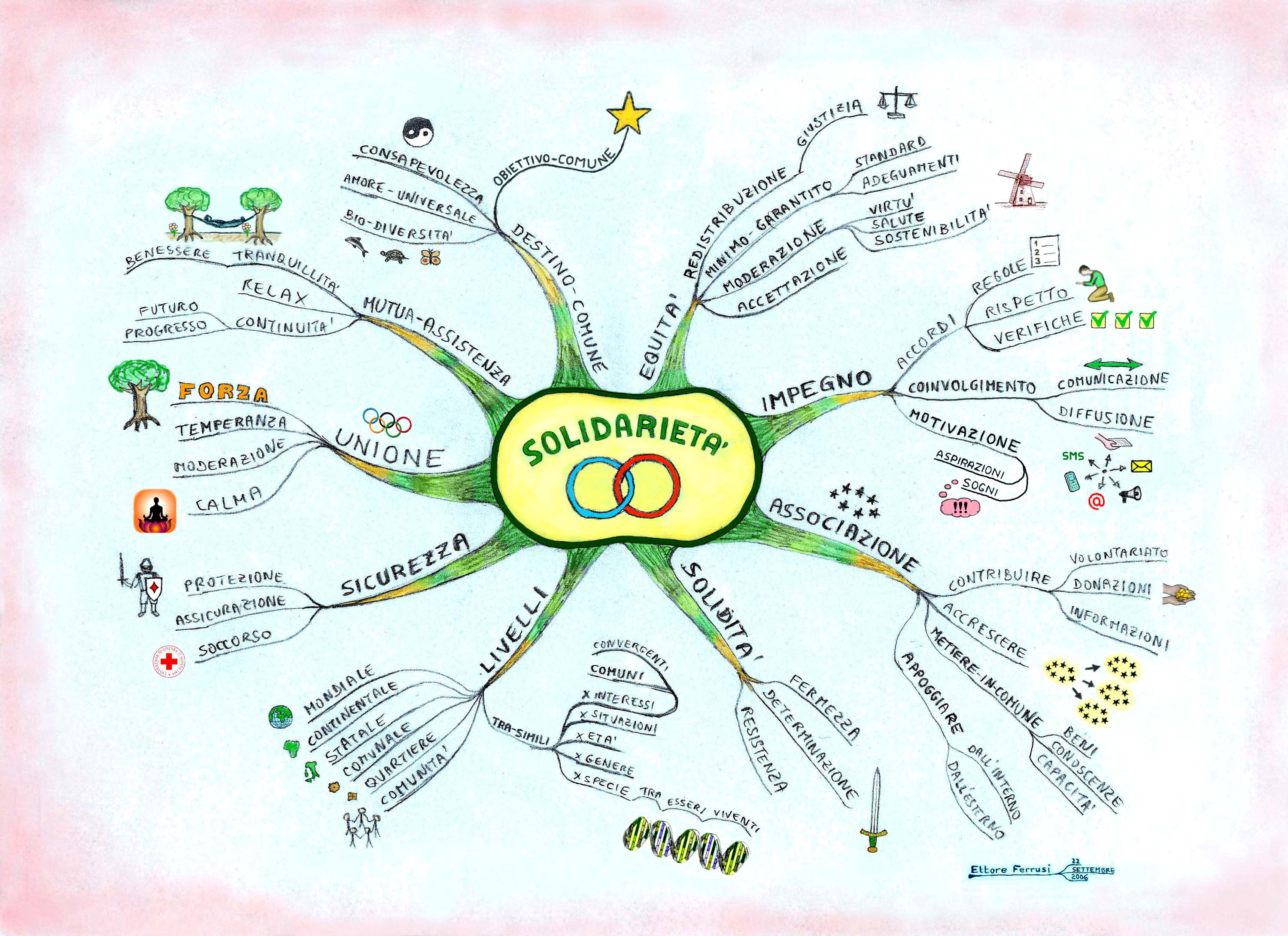
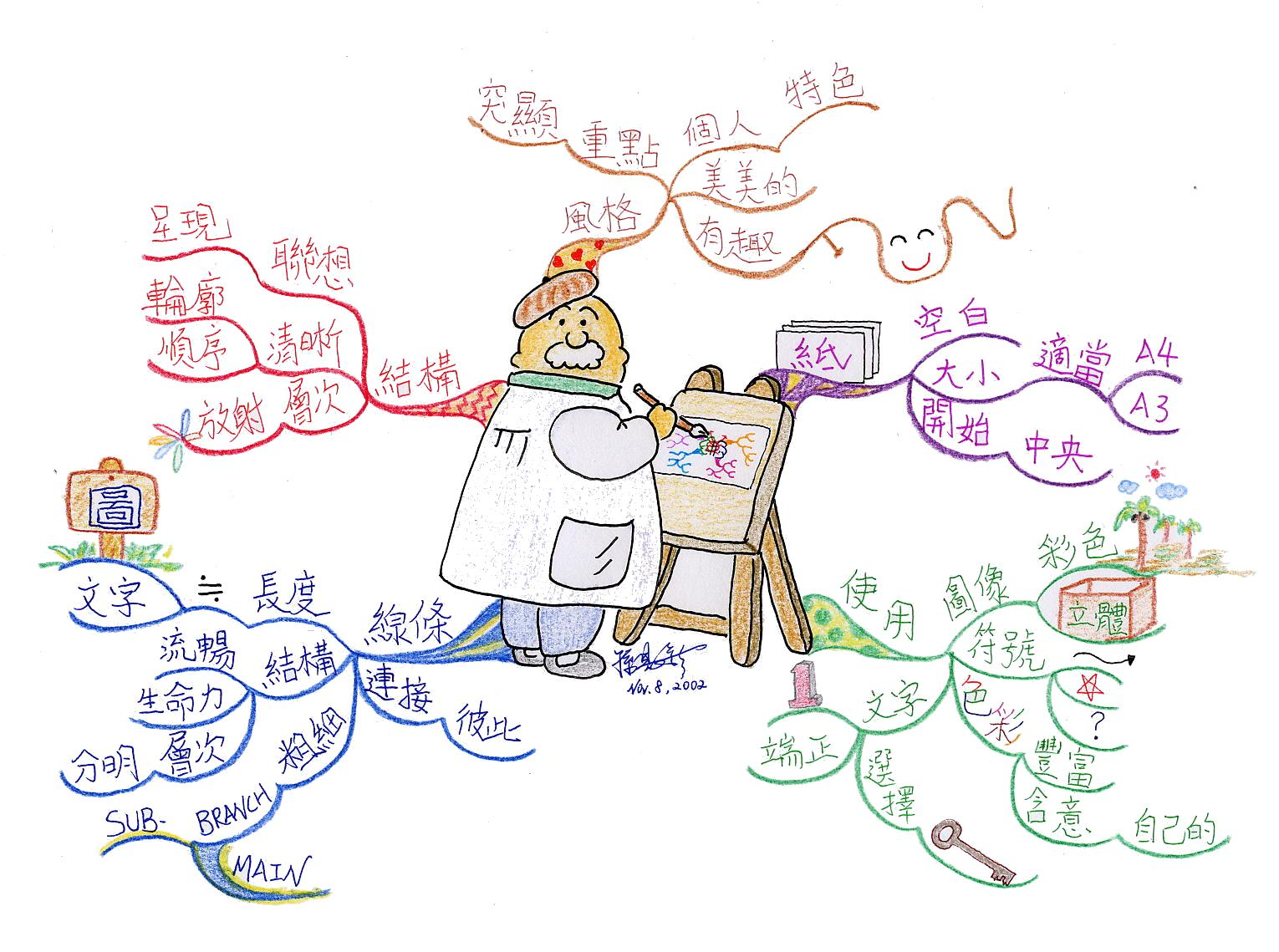